# 白点杏蛤
白点杏蛤（学名：Amygdalum soyoae），是贻贝目壳菜蛤科杏蛤属的一种。主要分布于中国大陆，常栖息在水深270米。